# Зигфрид и Рой
Зигфрид и Рой (нем. Siegfried & Roy) — немецко-американский дуэт бывших эстрадных артистов Зигфрида Фишбахера и Роя Хорна, ставших известными благодаря своим представлениям с белыми львами и белыми тиграми. Начиная с 1990 года и по 3 октября 2003 года, когда из-за ранения была завершена их сценическая карьера, они выступали в шоу «Siegfried & Roy at the The Mirage Resort and Casino», которое считалось одним из самых посещаемых в Лас-Вегасе (США).

## Описание

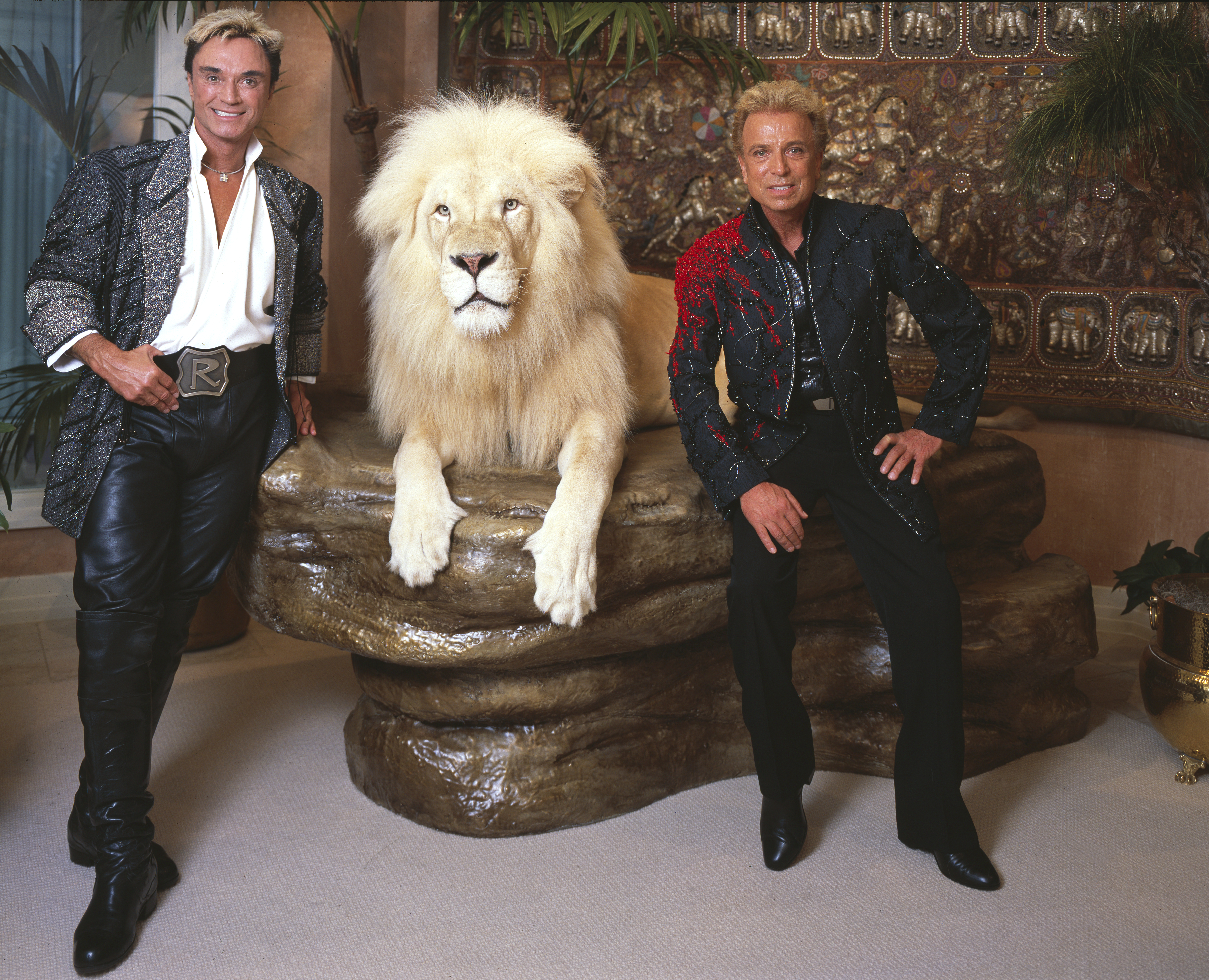
Зигфрид (справа) и Рой

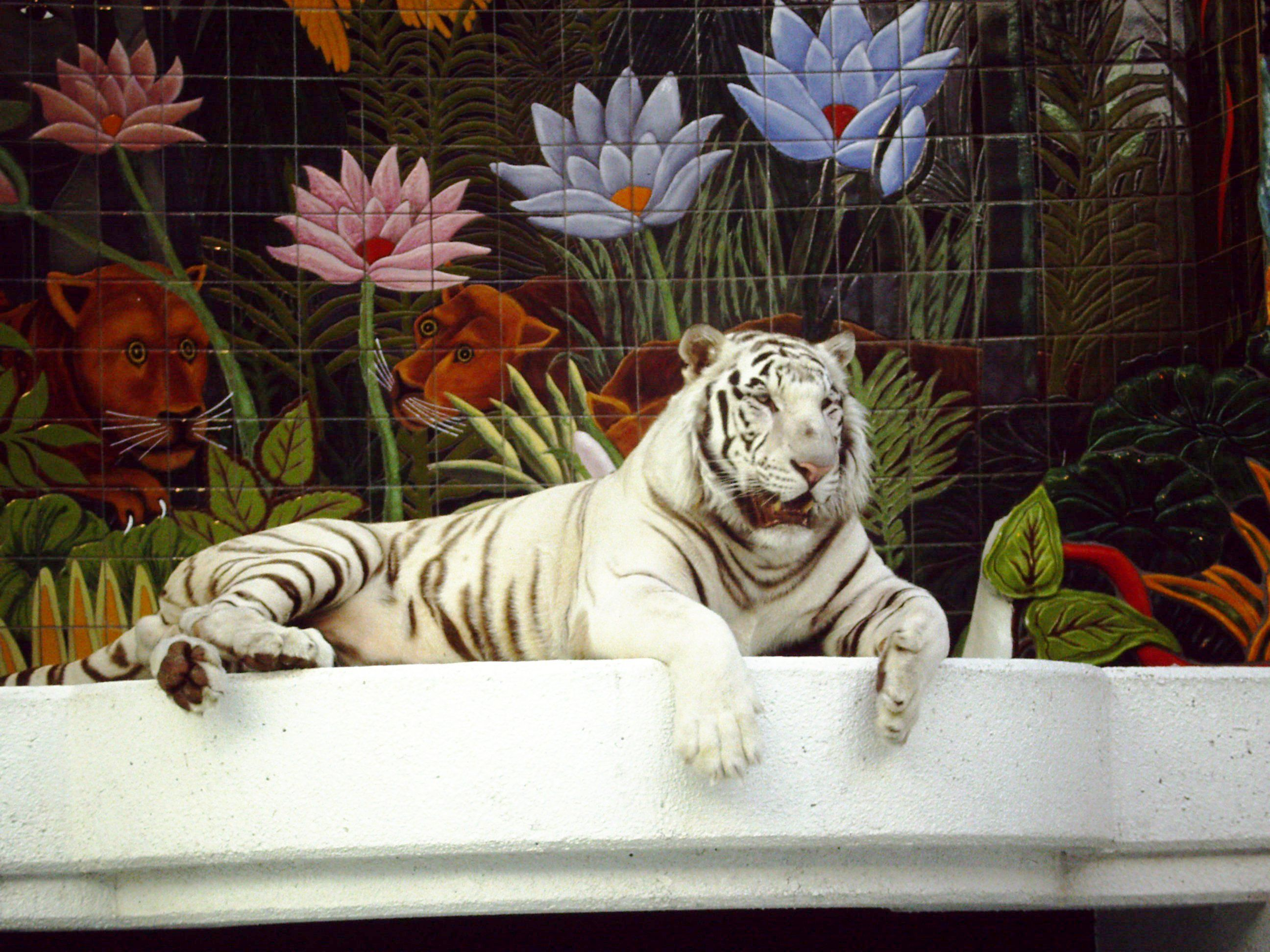
Один из тигров на шоу Зигфрида и Роя

Зигфрид Фишбахер (Siegfried Fischbacher, 13 июня 1939 года, Розенхайм, Бавария — 13 января 2021) и Рой Хорн (Roy Horn, 3 октября 1944, Ольденбург — 8 мая 2020) родились и выросли в Германии. Впоследствии иммигрировали в США и стали американскими гражданами.
Артисты встретились в 1959 году на немецком океанском лайнере, где Зигфрид работал стюардом, а Рой — официантом. Зигфрид был иллюзионистом, и он стал показывать фокусы некоторым пассажирам. Вскоре ему разрешили сделать своё шоу, в котором ему ассистировал Рой. Первое серьезное шоу в Лас-Вегасе они показали в 1972 году, оно было названо лучшим шоу года.
В 1990 году их пригласил на постоянную работу менеджер казино «Mirage». Дуэт в общей сложности провёл около 5750 шоу вплоть до 3 октября 2003 года, когда Рой получил (в свой день рождения) ранение от семилетнего тигра Монтекоре (Montecore) во время представления. После полученной травмы Рой проходил реабилитацию в течение нескольких лет.
За свой вклад в развитие театральных представлений Зигфрид и Рой были награждены в 1999 году звездой на голливудской «Аллее славы».

## Ранение Роя
3 октября 2003 года во время представления дуэта семилетний тигр укусил за горло Роя Хорна. Рой получил серьёзное ранение и потерял очень много крови. Когда его везли в больницу, он переживал, чтобы тигру не причинили никакого вреда. «Монтекоре — это большой кот», — говорил он.
Рой воспитывал этого тигра с детства в течение шести лет и был уверен, что тот не мог причинить ему вреда. По описанию Зигфрида и бывшего владельца «Mirage» С. Уинна (S. Wynn), произошло следующее: во время представления женщина, сидевшая в первом ряду, протянула руку, чтобы погладить тигра, Рой Хорн бросился между ними и нечаянно упал. Тигр решил спасти его, перетащив подальше от шумной толпы, но не понимал, что у человека нет "шиворота", за который его можно было бы перетаскивать, как детёныша, и т.о. нанес хозяину травму.
Монтекоре после 10-дневного карантина вернулся на шоу. Но с тех пор активисты стали требовать запрета таких шоу, в которых животные не огорожены специальной безопасной решёткой.

## Фильмография
- Казино (1995)
- Siegfried & Roy: Masters of the Impossible (1996)
- Vegas Vacation (1997)
- Siegfried & Roy: The Magic Box (1999)
- Одиннадцать друзей Оушена (2001)
- Showboy (2002)
- Отец прайда (2004—2005)